# Moutabea
Moutabea es un género de plantas con flores perteneciente a la familia Polygalaceae. Comprende diez especies.

## Especies seleccionadas
- Moutabea acostae - caimito de monte[1]
- Moutabea aculeata
- Moutabea angustifolia
- Moutabea chodatiana